# Cyclosternum pentalore
Cyclosternum pentalore là một loài nhện trong họ Theraphosidae.
Loài này thuộc chi Cyclosternum. Cyclosternum pentalore được Eugène Simon miêu tả năm 1888.